# Henlawson (Virginia Occidental)
Henlawson es un lugar designado por el censo ubicado en el condado de Logan en el estado estadounidense de Virginia Occidental. En el Censo de 2010 tenía una población de 442 habitantes y una densidad poblacional de 205,61 personas por km².

## Geografía
Henlawson se encuentra ubicado en las coordenadas 37°54′2″N 81°58′54″O / 37.90056, -81.98167. Según la Oficina del Censo de los Estados Unidos, Henlawson tiene una superficie total de 2.15 km², de la cual 2.08 km² corresponden a tierra firme y (3.37%) 0.07 km² es agua.

## Demografía
Según el censo de 2010, había 442 personas residiendo en Henlawson. La densidad de población era de 205,61 hab./km². De los 442 habitantes, Henlawson estaba compuesto por el 99.32% blancos, el 0% eran afroamericanos, el 0% eran amerindios, el 0% eran asiáticos, el 0% eran isleños del Pacífico, el 0.45% eran de otras razas y el 0.23% pertenecían a dos o más razas. Del total de la población el 1.36% eran hispanos o latinos de cualquier raza.